# Icek Ajzen
Icek Ajzen (* 1942 in Chełm, Polen) ist ein Sozialpsychologe und emeritierter Professor der University of Massachusetts Amherst in Amherst. Er ist bekannt für die von ihm und Martin Fishbein entwickelte Theorie des geplanten Verhaltens, die aus der Theorie des überlegten Handelns hervorgegangen ist.

## Leben
Ajzen studierte an der Hebräischen Universität Jerusalem Psychologie und Soziologie und erwarb 1967 dort einen B.A. Im selben Jahr bekam er einen M.A. in Psychologie an der University of Illinois in Urbana-Champaign. An der gleichen Universität promovierte er 1969 zum Ph.D. in Sozialpsychologie und arbeitete hier zwischen 1969 und 1971 als Professor für Psychologie. 1971 bis 2012 wechselte er an die University of Massachusetts Amherst. Hier war er von 1980 bis 1985, 1997 bis 1999 und 2001 bis 2012 Leiter der Abteilung für Persönlichkeits- und Sozialpsychologie. Seit 2012 ist er Prof. em. der Universität von Massachusetts in Amherst.
Im Laufe seiner aktiven Zeit nahm er mehrere Gastprofessuren wahr, so 1972/73,1978/79, 1993/94 und 1999 an der Universität Tel Aviv, 1985/86 an der Hebräischen Universität in Jerusalem. 1994 war er Gastprofessor an der Universität Salamanca 1997 an der Nihon-Universität, Chiyoda, 2006 an der Justus-Liebig-Universität Gießen, 2008 am Dondena Centre for Research on Social Dynamics der Università Commerciale Luigi Bocconi in Mailand und 2012 Gastprofessor an der Higher School of Economics in Moskau.
2010 erreichte er den höchsten Impact Factor in der Sozial- und Persönlichkeitspsychologe.

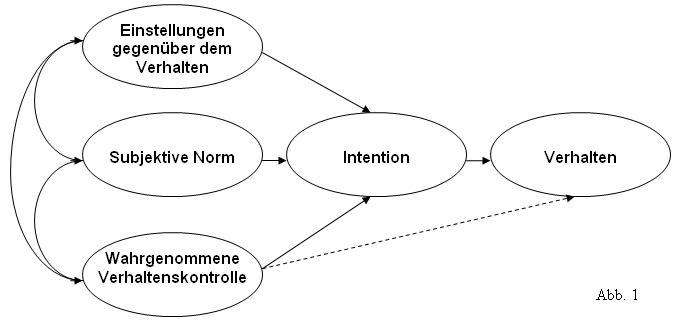
Theorie des geplanten Verhaltens

## Werk
Nach der Theorie des geplanten Verhaltens ist die Intention der stärkste Prädiktor für ausgeführtes Verhalten. Diese Verhaltensabsicht wird determiniert von (1) Einstellungen, verstanden als Summe aus Erwartungen und Bewertungen, gegenüber einem Verhalten, (2) den subjektiven Normen, welche den sozialen Druck bezeichnen, der von den einer Person nahestehenden Menschen in Bezug auf die Aus- bzw. die Nichtausführung eines bestimmten Verhaltens ausgeübt wird (eine Person wird ein Verhalten dann ausführen, wenn sie es positiv bewertet und wenn sie glaubt, dass für sie bedeutsame Personen die Ausführung dieses Verhaltens ebenfalls positiv bewerten würden). Hinzu kommt die (3) wahrgenommene Verhaltenskontrolle; damit ist die Überzeugung einer Person gemeint, wie leicht oder wie schwierig ein Verhalten für sie auszuführen ist. Je mehr Ressourcen und Verhaltensmöglichkeiten eine Person zu besitzen glaubt, desto größer wird, die wahrgenommene Verhaltenskontrolle über das Verhalten. Diese Theorie wurde in verschiedenen Bereichen, z. B. Werbung, Gesundheitspsychologie und Umweltpsychologie angewandt.

## Ehrungen
- 2025: BBVA Foundation Frontiers of Knowledge Award in Social Sciences, Bilbao[3]
- 2017: Ehrenprofessor der CENTRUMs Católica Graduate Business School, Lima
- 2016: Distinguished Scientific Contribution Award, Society for Personality and Social Psychology
- 2013: Distinguished Scientist Award, Society of Experimental Social Psychology[4]
- 2002: Christiansen Memorial Award in Psychologie der Universität Bergen, Norwegen.

## Publikationen (Auswahl)
- mit Michael Bosnjak; Peter Schmid: The Theory of Planned Behavior: Selected Recent Advances and Applications. In: Europe's journal of psychology, 2020, 16 (3).
- mit Martin Fishbein: Predicting and changing behavior: The reasoned action approach. Psychology Press, New York 2010, ISBN 978-0-8058-5924-9.
- mit D. Albarracín; R. Hornik (Hrsg.): Prediction and change of health behavior: Applying the reasoned action approach. Lawrence Erlbaum Associates, Mahwah, NJ. 2007, ISBN 978-0-8058-6282-9.
- Attitudes, personality, and behavior (2nd Ed.). Open University Press (McGraw-Hill), Milton-Keynes 2005.
- Attitudes, personality, and behavior. Open University Press, Milton-Keynes und Dorsey Press, Chicago, IL 1988, ISBN 978-0-335-15342-8.
- mit Robert L. Heilbroner; M. Fishbein; Lester C. Thurow: Understanding attitudes and predicting social behavior. Prentice-Hall, Englewood Cliffs, NJ. 1980, ISBN 978-0-13-936435-8.